# Monastero di Santa Croce (Salara)
Il monastero di Santa Croce si trova a Salara, in provincia di Rovigo. Il monumentale complesso, risalente al XII secolo, sorge alla fine della via che porta il suo nome, via Croce.

## Storia
Alle origini della sua costruzione sta l'edificazione da parte del vescovo di Ferrara Landolfo e del fratello Sichelmo, nelle loro possessioni in Ficarolo, della magnificentissima chiesa ed ospedale di San Salvatore, che risulta già esistente intorno al 1101. Ne fecero consegna dapprima all'abate del monastero di Santa Maria di Pomposa ma, successivamente, lo stesso vescovo Landolfo, assieme alla vedova e al figlio di Sichelmo, Imiza e Cassotto, con due atti stilati a Ferrara il 18 e 19 novembre 1132, concessero il monastero di San Salvatore di Ficarolo ai Canonici Lateranensi Agostiniani di San Frediano di Lucca, al priore dei quali diedero investitura di tutti i beni assegnati al monastero. Ficarolo divenne così anch'esso sede della nobiltà matildica rurale, rappresentata dalla famiglia del vescovo Landolfo, che mirava a bilanciare lo strapotere della vita cittadina nel clima delle lotte tra l'Impero e il Papato, considerando che i Canossa erano presenti nella zona almeno dal 1070.
Con propria Bolla in data 11 febbraio 1175, il vescovo di Ferrara Presbiterino, dopo la concessione e conferma di privilegi pontifici e vescovili concede un'ulteriore "gratia" al Priore del San Salvatore di Ficarolo "Hyeronymo", quella di costruire nella corte e possedimenti di Salara, nel luogo detto "Valliano", una chiesa dedicata a Santa Croce ed altri Santi. Attorno alla località prescelta per l'edificazione del nuovo Convento, Valliano, vi era un terreno asciutto, strappato in parte ad una vasta selva che, più o meno, iniziava da Giacciano (se ne parla in un documento del 1182) ed arriva sino al Po, tra Ceneselli e Magarino. Si crede inoltre che la zona di Valliano fosse un rifugio, in quanto nella selva vi erano dei lupi.
A quel tempo la costruzione di una "ecclesia" implicava una consistenza patrimoniale e una condizione sociale elevate, ed è così che nasce e si sviluppa la "cella" di Salara, come Monastero dipendente dal San Salvatore di Ficarolo, che insieme al Monastero di San Lorenzo alle Caselle di Gaiba ed al Monastero di San Marco di Ferrara era amministrata dai Canonici di San Frediano di Lucca.
In un documento del 26 settembre 1252 si apprende che Enrico, Priore del San Salvatore, stando alla Croce di Salara, fece divisione in parti uguali con Azzolino Visconte di Azzo d'Este, "Totius Cadalti (di tutto Calto) ex omnium eius possessionum", fatto che diede origine alla nascita di Calto.
A richiesta di Ercole I d'Este e della moglie Eleonora d'Aragona, papa Sisto IV con proprio breve in data 13 aprile 1476 tolse ai Canonici Regolari di San Frediano di Lucca la chiesa di San Salvatore di Ficarolo, la Croce di Salara, il Priorato di San Lorenzo alle Caselle di Gaiba come pure il Convento di San Marco di Ferrara, investendone al loro posto la Congregazione Benedettina dei Monaci Cassinesi di Santa Giustina di Padova, cui seguirà nel 1492 anche Pomposa.
Nel XVI secolo si perdono totalmente le tracce del Monastero di San Salvatore di Ficarolo, forse a seguito di rotte e distruzioni del Po o altre cause, mentre nello stesso periodo si rinvengono molti documenti relativi ai Benedettini della Santa Croce di Salara, in cui non è mai menzionato il San Salvatore.
L'invasione della "Traspadana" da parte dell'esercito napoleonico nel giugno 1796 provocò un terremoto politico-amministrativo, cui seguì la soppressione degli ordini religiosi, la spoliazione dei beni, l'estromissione dalle proprietà, l'incameramento di queste nel demanio pubblico come "beni nazionali" e la conseguente alienazione e vendita ai privati per il finanziamento delle armate militari. Tutto questo fino alla vendita all'asta, come nel caso di Salara, delle ultime proprietà demaniali avvenuta nel 1801 da parte del Commissario straordinario del Governo del Basso Po, per soccorrere le famiglie più povere rimaste senza casa e beni di sussistenza a seguito di alluvioni.
E così, quel "Monastero della Santa Croce", che per ben sette secoli rappresentò la nascita, lo sviluppo e la vita per Salara e tanta parte del territorio circostante, non solo come faro di civiltà culturale e morale ma anche come sviluppo economico legato alle bonifiche, canalizzazioni, dissodamento e coltivazione dei terreni, si congedò dalla sua gente contribuendo ancora, e per l'ultima volta, nell'essere di aiuto economico ed indirettamente sollievo materiale e morale per gli abitanti di Salara.

## Prospetto esterno

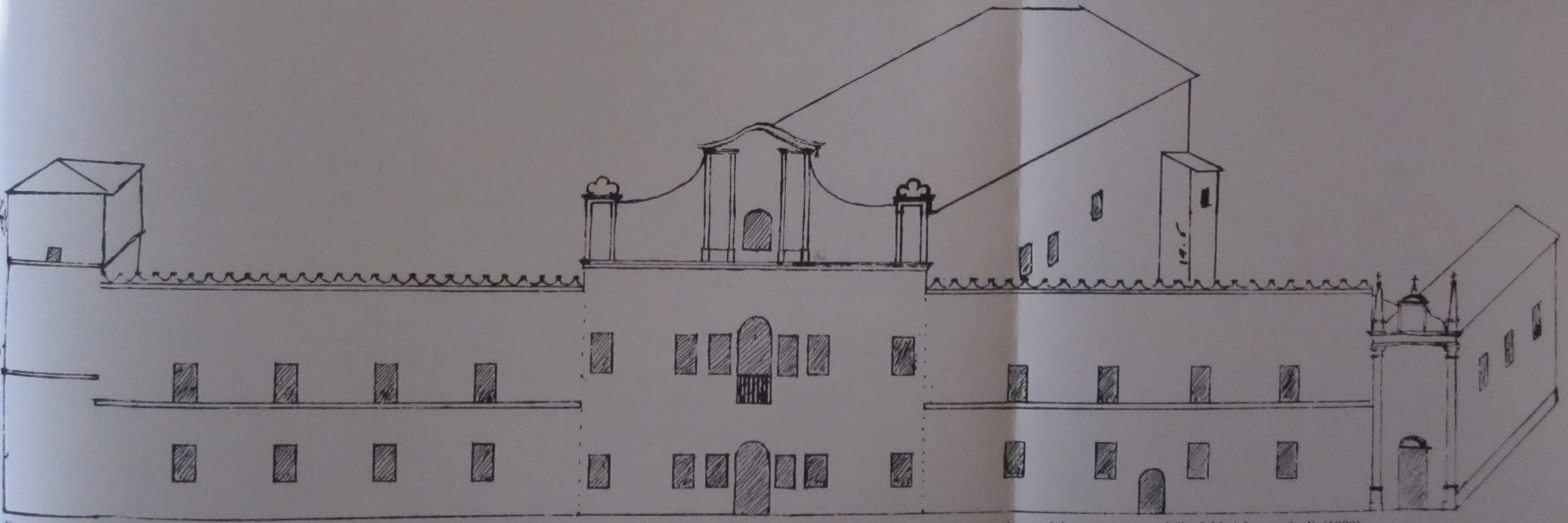
Planimetria del Monastero di S. Croce

L'aspetto attuale del Convento nella maestosa configurazione esterna che ancora conserva e richiama i canoni dell'architettura seicentesca, risale agli anni ottanta del XVI secolo, quando tutta la corte Benedettina (granai, fienili, aie, stalle, assieme al "Palazzo") furono oggetto di una generale ristrutturazione e ricostruzione.
L'antica chiesa si staglia al centro del complesso, contornata da due basse e lunghe ali. L'ala sinistra presenta ancora la torretta all'estremità, e sono tuttora visibili gli archi nella facciata. L'ala destra è visibilmente ricostruita, infatti anche della "chiesuola" del Monastero si vede solo la trama lineare esterna inglobata appunto nell'ala destra del lungo prospetto. Della chiesuola esiste nel tempo una diffusa documentazione.

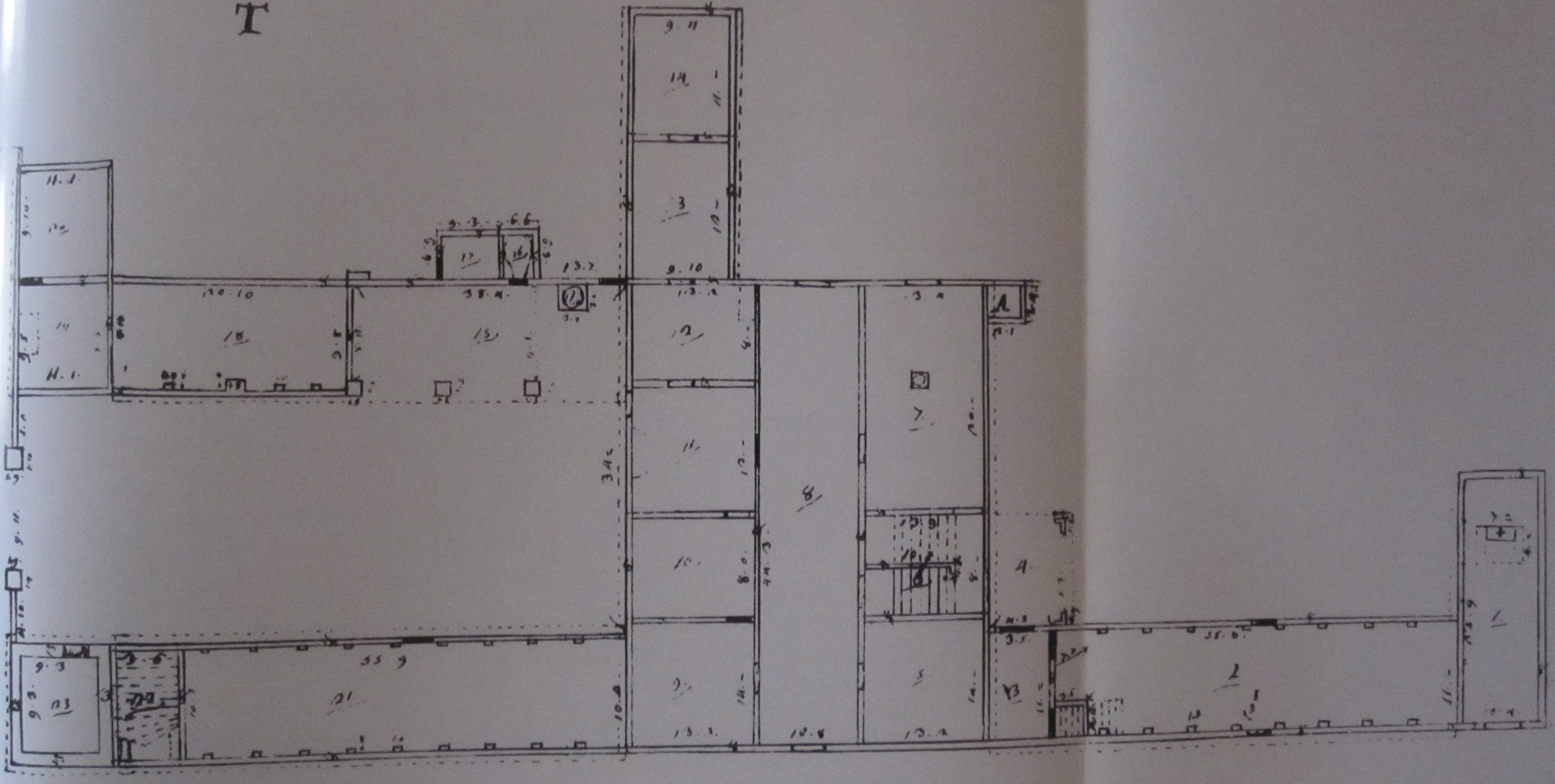
Pianta del Monastero di Santa Croce

Quello che resta dell'antico complesso è testimone delle antiche vestigia, della potenza economica e della rilevanza che il Monastero doveva avere avuto a quei tempi nel territorio, che è ancora parzialmente visibile nella sua imponenza, nonostante la penalizzante frammentazione e parcellazione della proprietà avvenuta nell'Ottocento.

## Notizie sulla vita nel monastero
A proposito delle attività dei monaci benedettini al monastero di Santa Croce, il Bignardi racconta che sia alle Caselle di Gaiba sia alla Santa Croce, questi avevano un allevamento di «razze di cavalle», con ricettari veterinari di grande interesse, pubblicati da studiosi polesani nel 1960 presso l'Università di Padova (P.L. Zampini e C. Corrain). Venivano inoltre allevate delle vacche. Si sa per certo, inoltre, che i monaci benedettini possedessero quattro possessioni nel territorio di Salara, adibite alla coltivazione di semi vari, tra cui grano, fave, miglio, panica, sorgo e granoturco. I beni erano esenti da imposte di qualsiasi genere, di qui le frequenti liti con le parrocchie, che esigevano dai loro terreni le decime, contestate dai monaci. I prodotti delle possessioni erano inoltre esenti da dazi nei vari passaggi, sia verso Gaiba, sia verso Ficarolo, od altri enti ai quali venivano venduti.
Grazie ad un dettagliato inventario redatto in data 10 marzo 1706 e riportato da Bignardi e da Lugaresi nelle loro opere, si può desumere come fossero suddivisi gli spazi nella corte monastica e cosa contenessero i diversi locali. In primo luogo viene elencato ciò che si trova nella Chiesiola, cioè nel piccolo oratorio sulla sinistra dell'edificio conventuale: sono elencate diverse stanze, oltre una decina, oltre a locali per servizi, le stalle e i granai. Il palazzo attuale, risalente al 1696, aveva un ottimo arredamento, in parte in abete e in parte in noce, letti con materassi di stoppa e di lana, sedie in buona parte in noce e in cuoio.